# Viminal
Viminal (italijansko Viminale),  (57 m.n.m.) je najmanjši od sedmih rimskih gričev, ki so tvorili temelj antičnega Rima. Nahaja se med Kvirinalom in Eskvilinom. Ime izvira iz latinske besede vimen, dob. »vrba«, saj so nekoč na tem območju rasle vrbe.

## Zgodovina
Po zgodovinskih virih, zlasti Liviju, je bil Viminal skupaj s Kvirinalom vključen v mesto Rim v času vladavine Servija Tulija, šestega rimskega kralja, v 6. stoletju pr. n. št.

## Znamenitosti
Na Viminalu se danes nahaja Teatro dell'Opera in glavna rimska železniška postaja Termini. Na vrhu griča stoji italijansko ministrstvo za notranje zadeve, ki je znano kot »Il Viminale«.